# Othala (rune)
Othala-runen er den nordiske rune for bogstavet O. Den kaldes også Odal-runen.
Odal-runen er ofte associeret med rigdom, ejendom og velstand.
Den blev brugt af den frivillige SS-division Prinz Eugen som bestod af mindretalstyskere fra Kroatien, Serbien, Ungarn og Rumænien. I Tyskland er Othala-runen forbudt, hvis det bruges i forbindelse med gruppen Bundes Nationaler Studenten og Wiking-Jugend.